# C/2025 F2 (SWAN)
El cometa C/2025 F2 (SWAN) o cometa SWAN es un cometa no periódico descubierto utilizando imágenes del instrumento SWAN del observatorio espacial solar SOHO. Se espera que alcance su perihelio al Sol a inicios de mayo de 2025.

## Descubrimiento
Detectado por primera vez, por los astronómos aficionados, Michael Mattiazzo, Vladimir Bezugly, y Rob Matson, quienes de forma independiente, los primeros dos el 29 de marzo de 2025, y el tercero el 31 de marzo de 2025, informaron sobre un objeto aparentemente cometario era visible en imágenes de la cámara SWAN del Observatorio Solar y Heliosférico (SOHO) a partir del 20 de marzo del 2025.
Se informó tras su hallazgo que su magnitud era de 11 y su brillo iba en aumento. 
El cometa, al 29 de marzo, se encontraba a 1,62 unidades astronómicas (UA) y a 0,92 unidades astronómicas del Sol, con una elongación solar de 28 grados.
El descubrimiento del cometa fue publicado en el foro de discusión "comets-ml" de Maik Meyer, lo que llevo a astronómos de todo el mundo los buscarán para mejorar los datos de efemérides y calcular mejor su órbita.
La primera detección exitosa fue obtenida por Q. Zhang el 2 de abril de 2025, observando que su cola tenía dos minutos de arco de diámetro. Producto de la baja resolución de las imágenes de SWAN, el cometa ya se situaba dos grados de diferencia de las coordenadas originalmente reportadas.

## Perihelio
El 3 de abril de 2025, C/2025 F2 tenía una magnitud aproximada de 10,6 y en base a imágenes de astronómos aficionados se han calculado una cola de 10 minutos de arco de longitud hasta esa fecha. Y pocas horas después, ya se obtenían datos de 35 minutos de arco. 
Con el paso de los días y su aproximación al Sol, ha ido en aumento su magnitud y la longitud de su cola, situandose en 2 grados de longitud y su magnitud en 8,1 y 8,3.
Desde principios de abril, el cometa se localizó en la constelación de Pegaso, pasando posteriormente hacia la constelación de Andrómeda y siendo visible antes de amanecer en el hemisferio norte. A finales de abril, el cometa se situará bajo cerca del horizonte hasta ser visible en el cielo vespertino, y a inicios de mayo pasará a ser visible en el hemisferio sur. Producto de estallidos y erupciones producidas a inicios de abril, se necesitarán más observaciones para predecir el brillo.

## Órbita
El cometa tiene una órbita casi parabólica. Al usar una época 1800, previo a que el cometa entrara en la región planetaria del Sistema Solar, se sugiere que el cometa tuvo un período orbital de unos 70.000 años. Por lo tanto, el cometa habría pasado los últimos 35 mil años acercándose desde unas 3.400 UA (unos 510 mil millones de km y 0,054 años luz). Posterior al perihelio, el período orbital se multiplicaría por diez. 
El perihelio se sitúa a unos 0,333 UA, en la órbita interna de Mercurio. Previamente, el cometa se acercó a Saturno a unas 0,85 UA, el 29 de enero de 2023. 

## Estado del cometa
De acuerdo a observaciones de astronómos aficionados, se cree que el cometa presenta actividad criovolcánica, tras episodios "eruptivos" que han provocado aumentos y disminuciones de brillo, y presumen que C/2025 F2 podría fragmentarse al acercarse cada vez más al Sol.